# 조자기
조자기(曺子奇, ?~?)는 고려의 무신이다.

## 생애
1010년, 분대어사(分臺御史)로서 서경을 지키는 임무를 맡았다. 그러다 동북면을 지키던 지채문(智蔡文)이 원군으로 왔지만 서경부유수 원종석(元宗奭) 등이 거란에게 항복하기 위해 성문을 닫고 들어오지 못하게 하자, 그는 성문을 열어 지채문의 군대가 서경에 들어올 수 있게 했다.
1012년에 동여진이 침략해오자 이를 격퇴하였다.